# 高橋親吉
高橋親吉（たかはし しんきち，1883年7月—？），東京帝國大學畢業，日本昭和初期之日本政府官員，本籍日本大分。高橋親吉於1928年7月21日接替三浦碌郎，於台灣擔任台北州知事，管轄今臺北市、新北市、宜蘭縣及基隆市等地的行政事務。